# مونته روتوندو
مونته روتوندو (به ایتالیایی: Monterotondo) یک کومونه در ایتالیا است که در استان رم واقع شده‌است.

## خصوصیات
مونته روتوندو ۴۰ کیلومترمربع مساحت و ۳۴٬۰۹۵ نفر جمعیت دارد و ۱۶۵ متر بالاتر از سطح دریا واقع شده‌است.